# IBK투자증권
IBK투자증권은 IBK기업은행의 자회사이자 대한민국의 증권사이다. IBK투자증권은 중소•중견기업의 성장을 위한 최적화된 기업금융서비스를 지원함으로써 국가경쟁력 제고에 공헌하는 선도금융회사를 지향하고 있다. 또한 자산관리 부문에서는 고객의 투자 성향과 라이프 사이클에 적합한 차별화된 투자 조언과 상담 서비스를 제공하고 IBK금융그룹의 시너지를 활용한 복합 점포를 운영해 종합자산관리서비스 환경을 구축했다.

## 주요 상품
- IBK주식투자통장: 증권거래세 지원, 예수금/신용공여 금리우대
- CMA체크/신용카드: CMA의 높은 수익률 + 가맹점 할인 혜택

## 주요 연혁
| 2008.05 | IBK기업은행 100% 출자로 법인 설립              |
| 2008.07 | 증권업 및 선물업 인가 획득                     |
| 2009.09 | 업계 최초 장내파생상품 영업 시작               |
| 2009.12 | 중소·중견기업 기업소유·지배구조 무료컨설팅 MOU |
| 2010.01 | 장내파생상품 투자매매업 인가 획득              |
| 2010.09 | 신탁업 인가 획득                               |
| 2010.12 | 기업재무안정 PEF 증권업계 최초 설립            |
| 2011.02 | 자문형신탁 판매 개시                           |
| 2012.08 | 장외파생상품 투자매매업 업무 범위 확대         |
| 2013.03 | 코넥스 지정자문인 선정                         |
| 2015.02 | 창조경제 신기술사업투자조합 결성               |
| 2016.04 | 중소기업 특화 금융투자회사 선정                |
| 2016.05 | 종합신탁업 인가 획득                           |
| 2016.08 | 여신전문금융업법에 따른 신기술사업금융업 등록  |
| 2017.05 | 전문사모집합투자업 인가                        |

## 주요 기사
- IBK투자證, 영화 '하루' 크라우드 펀딩 3억원 달성 | 매일경제 17.05.31
- IBK투자證, 온라인 투자가이드 ‘상한가’ 첫 선 | 매일경제 17.04.24
- IBK투자證, 월드컵공원에서 나무심기 봉사활동 개최 | 매일경제 17.04.03
- 무디스, IBK투자증권에 'A1' 등급 부여…업계 최고 평가 | 연합인포맥스 17.03.16
- IBK투자證, 크라우드펀딩 활성화 위한 MOU 체결 | 매일경제 17.03.14
- IBK투자證, 중기특화증권사 1호 신기술투자조합 결성 | 매일경제 16.12.27
- IBK투자證, 5년째 김장나눔으로 이웃 사랑 실천 | 매일경제 16.11.21
- IBK투자證, 저예산 영화 크라우드펀딩 중개 | 머니투데이 16.10.04
- IBK투자證, 한국성장금융과 손잡고 PEF 시장 활성화 나서 보관됨 2017-04-12 - 웨이백 머신 | 한국경제 16.09.26
- IBK투자證, 상반기 당기순이익 증가율 21개사 중 1위 기록 | 매일경제 16.08.23
- IBK투자證, 종합신탁업 진출로 종합자산관리 기반 구축 | 매일경제 16.05.31
- IBK투자證, ‘창조경제 신기술투자조합 2호’ 결성 보관됨 2017-04-12 - 웨이백 머신 | 한국경제 16.05.13
- IBK투자證, 비대면 계좌개설 서비스 개시 보관됨 2017-04-13 - 웨이백 머신 | 이데일리 16.04.19
- IBK투자證, 월드컵공원에서 나무심기 봉사활동 개최 | 연합뉴스 16.04.09
- IBK투자證, 영화 ‘인천상륙작전’ 크라우드펀딩 성공 보관됨 2017-04-12 - 웨이백 머신 | 한국경제 16.03.30
- IBK투자證, 크라우드펀딩 업무 본격 개시 | 연합뉴스 16.03.21
- IBK투자證, 김장나눔으로 이웃 사랑 실천 보관됨 2017-04-12 - 웨이백 머신 | 한국경제 15.11.23
- IBK투자證, 1000억원 유상증자 결정 보관됨 2017-04-12 - 웨이백 머신 | 한국경제 15.07.08
- IBK투자證, ‘창조경제 신기술투자조합’ 결성 | 매일경제 15.02.24
- IBK투자證, 김장 봉사활동 통해 나눔 실천 | 머니투데이 14.11.10
- IBK투자證, ROE 업계 10위 진입 목표 | 매일경제 14.10.23
- IBK투자證, '김장 나누기' 봉사활동으로 행복나눔 | 머니투데이 13.11.18
- IBK투자證, 희망임대주택리츠 2차 사업 금융주관사로 선정 | 머니투데이 13.11.07
- IBK투자證, 도쿄에 첫 해외사무소 개소 | 연합뉴스 1.09.03
- IBK투자證, 금융소득 종합과세 무료 신고대행 서비스 실시 | 매일경제 13.05.14
- IBK투자證, 여의도 중심가로 본사 확장 이전 | 서울경제 12.12.17
- IBK투자증권, 11월 본사 이전..3Q 연속 흑자 목표" | 머니투데이 2012.08.01
- IBK證-케이스톤파트너스 컨소시엄, 금호산업 자산인수 본계약 체결" | 서울경제 2012.07.01
- 조강래 IBK투자증권 사장 "중기 전문 IB 신사업 추진… 흑자 기조 이어갈것" | 파이낸셜뉴스 2012.01.29
- 조강래 IBK證 사장 "분기 흑자 달성, 계속 이어가겠다" 보관됨 2017-04-11 - 웨이백 머신 | 이데일리 2012.01.27
- IBK證 1조딜…증권사 주도 PEF 도약 계기되나 | 연합뉴스 2011.12.23
- IBK證, 옵션 활용해 추가하락 막는 `자문형 랩` 첫선 | 한국경제 2011.04.17
- IBK투자證 "IPO신흥강자? 아직 배고프다" 보관됨 2017-04-11 - 웨이백 머신 | 이데일리 2011.04.15
- IBK證, '싱가포르 1호' FA시스템 상장주관계약 | 머니투데이 2011.03.09
- IBK證 `ELS 정보` 고객에 제공 | 한국경제 2011.01.03
- IBK투자증권-기업은행, 증권업계 첫 기업재무안정 PEF 설립 | 서울경제 2010.12.22
- 대한민국 증권대상] 고객만족 최우수상 'IBK투자증권' | 서울경제 2010.11.29
- IBK투자證, 신입사원 채용 파격 '눈길' | 서울파이낸스 2010.11.01
- IBK투자증권,성과평가형 IPO수수료제 도입[깨진 링크(과거 내용 찾기)] | 한국경제 2010.07.12
- "지점수익률까지 보여준다"..IBK證 첫 시도 | 머니투데이 2010.06.17
- IBK증권 급성장…`파격 아이디어` 있었다 | 한국경제 2010.06.14
- IBK투자證, 고객지향적 기업문화 확산[깨진 링크(과거 내용 찾기)] | 한국금융신문 2010.06.03
- IBK투자證 ‘펀드백신’, 하락장서 위력 발휘  | 헤럴드경제 2010.05.13
- IBK투자證, 개인·기업에 환(換) 관련 서비스 무료 제공 | 머니투데이 2009.11.10
- IBK투자증권, 업계 최초 장내파생상품 영업 개시 | 이투데이 2009.09.21
- IBK투자證, 한신평 신용등급 'A+' 획득 | 헤럴드경제 2009.09.14
- IBK투자證, 12월 첫 영업흑자 | 매일경제 2009.01.08
- IBK투자證 돋보이는 행보 | 아시아경제 2008.10.31
- 신생IBK증권의 발빠른 IB행보.. 증권업계 '다크호스' 될까 | 연합인포맥스 2008.08.13

## 같이 보기
- CMA
- IBK카드(기업은행)